# Herøy kyrkje

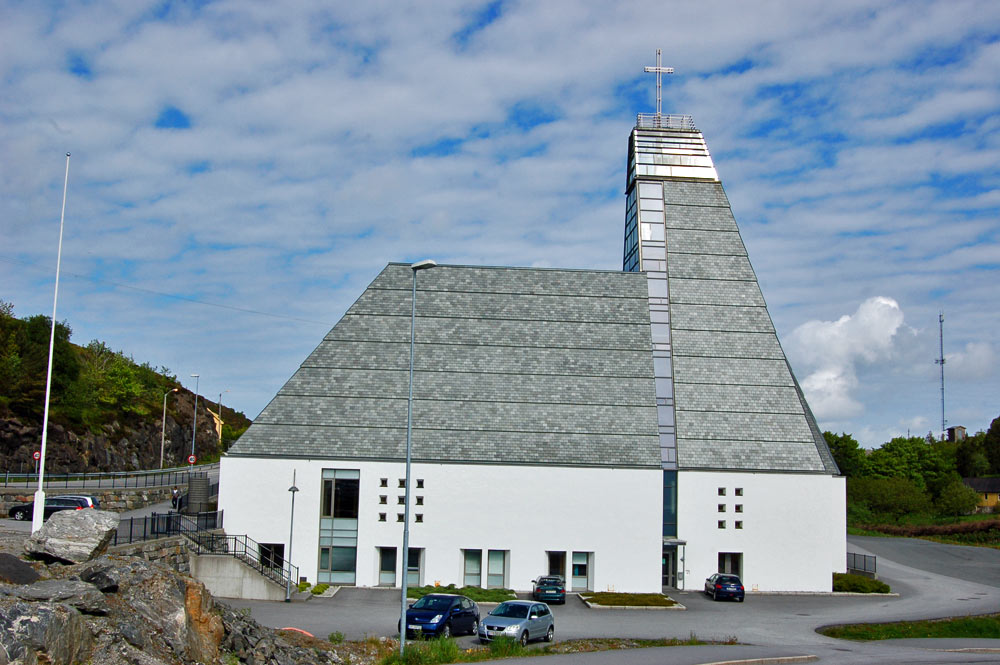
Herøy kyrkje

Die Herøy kyrkje ist eine Kirche in der westnorwegischen Gemeinde Herøy im Fylke Møre og Romsdal. Sie wurde am 16. Februar 2003 von Bischof Odd Bondevik geweiht. Die Kirche gehört zusammen mit der ebenfalls zur Gemeinde gehörenden Indre Herøy kyrkje in Stoksund und der Leikanger kyrkje bei Leikong der Norwegischen Kirche an.

## Geschichte
Als erste christliche Kirche der Gemeinde Herøy wurde 1184 auf der Insel Herøya, nach der die Gemeinde benannt ist, eine Steinkirche errichtet. Diese im romanischen Stil erbaute „Mariakyrkje“ war die Hauptkirche der Region Sunnmøre. Sie wurde 1859 abgerissen und durch eine größere Holzkirche an etwa gleicher Stelle ersetzt. Nachdem sich die Ortschaft Fosnavåg zum Zentrum der Gemeinde entwickelt hatte, wurde 1916 auch diese Holzkirche abgerissen und eine neue Kirche in Fosnavåg erbaut, die am 2. Juli 1998 niederbrannte. Dabei wurden zahlreiche Kunstwerke aus dem Mittelalter vernichtet.

## Die heutige Kirche
Im Jahr 2003 wurde die neu erbaute Herøy kyrkje geweiht. Sie hat 700 Sitzplätze und eine auf zwei Stockwerke verteilte Gesamtfläche von 2300 m². In der Kirche befindet sich auch das Pfarramt der Gemeinde Herøy.

## Kirchenausstattung

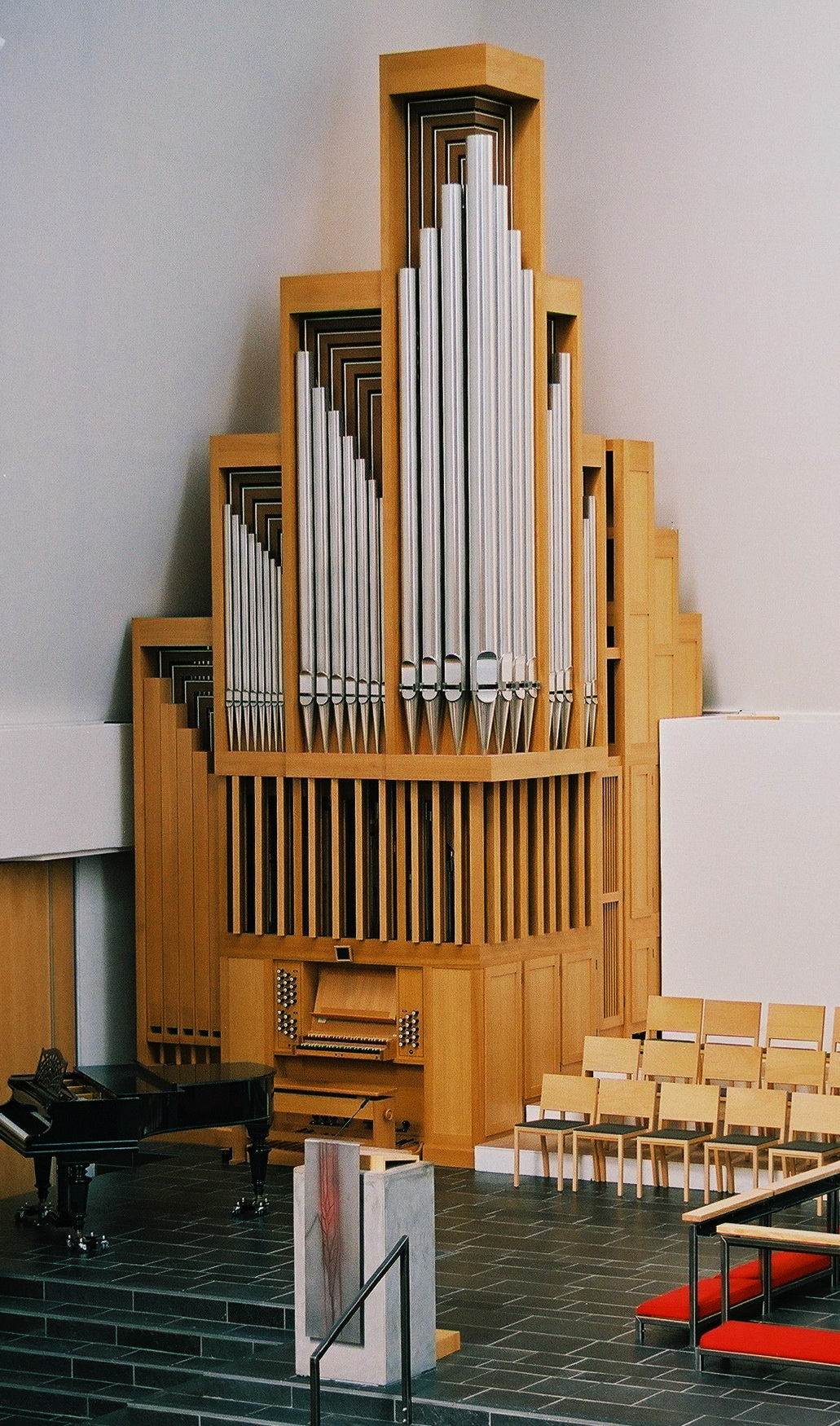
Prospekt der Jehmlich-Orgel

Die künstlerische Kirchenausstattung stammt von Per Odd Aarrestad. Das Taufbecken wurde dem bei dem Brand zerstörten Taufbecken aus dem Jahr 1572 nachempfunden. Die mit 1850 Pfeifen ausgestattete Orgel wurde von der deutschen Firma Jehmlich Orgelbau in Dresden gebaut und am 30. November 2003 geweiht. Die Orgel hat folgende Disposition:
| I Hauptwerk C–g3 |                |        |
| 1.               | Prinzipal      | 16′    |
| 2.               | Bourdon        | 16′    |
| 3.               | Oktave         | 8′     |
| 4.               | Rohrflöte      | 8′     |
| 5.               | Viola da Gamba | 8′     |
| 6.               | Oktave         | 4′     |
| 7.               | Spitzflöte     | 4′     |
| 8.               | Quinte         | 2 ⁄3′  |
| 9.               | Oktave         | 2'     |
| 10.              | Terz           | 1 3⁄5′ |
| 11.              | Mixtur IV      |        |
| 12.              | Trompete       | 8′     |
|                  | Tremulant      |        |

| II Schwellwerk C–g3 |                  |        |
| 13.                 | Koppelflöte      | 8′     |
| 14.                 | Salicional       | 8′     |
| 15.                 | Voix céleste     | 8′     |
| 16.                 | Prinzipal        | 4′     |
| 17.                 | Flûte octaviante | 4′     |
| 18.                 | Nasard           | 2 ⁄3′  |
| 19.                 | Waldflöte        | 2′     |
| 20.                 | Terz             | 1 3⁄5′ |
| 21.                 | Sifflöte         | 1 ⁄3′  |
| 22.                 | Plein jeu IV     |        |
| 23.                 | Dulcianregal     | 16′    |
| 24.                 | Hautbois         | 8′     |
|                     | Tremulant        |        |

| Pedal C–f1 |               |     |
| 25.        | Prinzipalbass | 16′ |
| 26.        | Untersatz     | 16′ |
| 27.        | Subbass       | 16′ |
| 28.        | Gedacktbass   | 8′  |
| 29.        | Choralbass    | 4′  |
| 30.        | Posaune       | 16′ |
| 31.        | Trompete      | 8′  |

- Koppeln: II/I, I/P, II/P
- Spielhilfen: Tutti